# Pipa ji
Pipa ji, ou L'Histoire du luth (chinois : 琵琶記/琵琶记, pinyin Pípa jì, Wade-Giles P'i-p'a chi, EFEO P'i-p'a ki) est une pièce de théâtre chinoise de Gao Ming, du xive siècle.

## Présentation
La pièce a été écrite à la fin de la dynastie des Yuan, sans doute après 1356.
Le Pipa ji est l'histoire de Cai Bojie, lettré parti passer les examens à la capitale, et de son épouse Zhao Wuniang, restée au village avec les parents de Cai. Ayant réussi aux examens, Cai doit épouser la fille d'un ministre. Pendant ce temps, ses parents meurent de faim ; Zhao Wuniang, sa première épouse, les enterre et part pour la capitale, avec son luth (ou pipa), à la recherche de son mari. Après leurs retrouvailles, la fille du ministre accepte de ne conserver que le rang de seconde épouse.
La pièce exploite le thème du lettré ingrat. Elle est inspirée d'une pièce aujourd'hui perdue du genre nanxi, théâtre du Sud, et l'histoire rappelle celle d'une autre pièce, Zhang Xie le lauréat. Dans une première version, perdue, le lettré était puni par le Ciel. Le personnage de Cai Bojie est à l'origine une figure historique, Cai Yong, lettré de la dynastie Han, passé dans la tradition populaire. Un poème de Lu You atteste qu'il était déjà un personnage de la littérature populaire en prose et chant alternés sous les Song du Sud. D'après la tradition, Gao Ming, outré que l'on attribue à un personnage historique des actions inconnues des livres d'histoire et contraires à la morale confucéenne, décide de réécrire la pièce. Sa version donne donc à la pièce une fin heureuse, tout en célébrant les vertus de la piété filiale. La pièce est louée pour la beauté remarquable de son écriture et pour ses qualités dramatiques et musicales. Alors que le genre dominant sous les Yuan était le zaju, théâtre du Nord, le Pipa ji marque le retour au premier plan du théâtre du Sud, faisant la transition du nanxi vers un nouveau genre, le chuanqi, qui devient le genre dominant sous les Ming, et qui se caractérise par le moralisme de ses grandes pièces,,,. C'est ainsi qu'au passage du xvie au XVIIe siècle, la pièce a eu ses partisans opposant sa moralité à l'« immoralisme » du Xixiang ji, ou L'Histoire du pavillon d'Occident.
Le Pipa ji est l'une des plus anciennes pièces du théâtre du Sud parvenues jusqu'à nous.
Dans les opéras locaux et dans l'opéra de Pékin, les deux époux sont connus sous les noms de Chen Shimei (en) et Qin Xianglian. C'est l'un des cas où intervient le juge Bao, qui fait mettre à mort le mari.

## Éditions anciennes
- (zh) Édition illustrée de 1599. [lire en ligne] sur le site de la Bibliothèque royale du Danemark
- (zh) Édition de la fin des Ming, publiée par Min Qiji à Wucheng ; vingt illustrations de Wang Wenheng. [lire en ligne] sur le site de la Bibliothèque numérique mondiale.

## Traduction
- Le Pi-pa-ki, ou L'Histoire du luth, drame chinois de Kao-Tong-Kia représenté à Péking, en 1404 avec les changements de Mao-Tseu, trad. M. Bazin aîné, Paris, Imprimerie royale, 1841. [lire en ligne], sur chineancienne.fr ; [lire en ligne] sur googlebooks